# Чемпионат мира по футболу 1954
Чемпиона́т ми́ра по футбо́лу 1954 года — пятый по счёту чемпионат мира, прошедший в Швейцарии.

## Выбор места проведения
Швейцария была единогласно выбрана организатором финальной части чемпионата мира 1954 года на XXV конгрессе ФИФА 22 июля 1946 года в Люксембурге. В тот же день конгресс также единогласно избрал Бразилию в качестве принимающей стороны чемпионата мира 1950 года.
Изначально планировалось провести турнир в 1951 году, сократив паузу между мировыми первенствами по футболу до двух лет во избежание конкуренции с Олимпийскими играми, проходящими раз в 4 года. Но в конечном итоге, по организационным соображениям, турнир был перенесен на три года для того чтобы выдержать паузу, сохранившуюся с момента проведения последнего перед Второй мировой войной чемпионата мира 1938 года во Франции.

## Города и стадионы

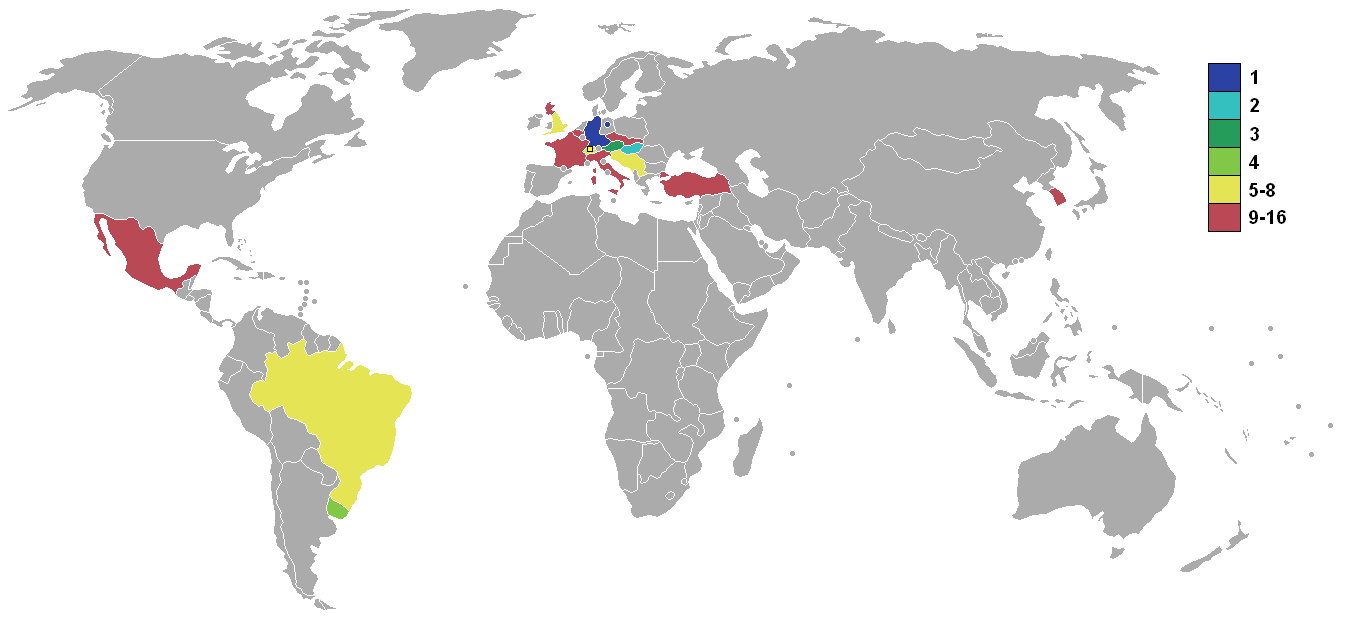
Страны, попавшие на чемпионат

Матчи турнира прошли в шести городах Швейцарии. Стадион «Санкт-Якоб» в Базеле принял шесть матчей, стадионы Берна, Цюриха и Лозанны приняли по пять матчей, стадион Женевы — 4 матча и стадион в Лугано — 1 матч.
| Берн, кантон Берн                       | Базель, Базель-Штадт           | Лозанна, кантон Во               |
| --------------------------------------- | ------------------------------ | -------------------------------- |
| Ванкдорф                                | Санкт-Якоб                     | Стад Олимпик де ля Понтез        |
| 46°57′46″ с. ш. 7°27′54″ в. д.          | 47°32′29″ с. ш. 7°37′12″ в. д. | 46°32′00″ с. ш. 006°37′27″ в. д. |
| Вместимость: 64 600                     | Вместимость: 54 800            | Вместимость: 50 300              |
|                                         |                                |                                  |
| Женева Базель Берн Цюрих Лозанна Лугано |                                |                                  |
| Женева, кантон Женева                   | Лугано, кантон Тичино          | Цюрих, кантон Цюрих              |
| Шармиль                                 | Корнаредо                      | Хардтурм                         |
| 46°12′33″ с. ш. 6°07′06″ в. д.          | 46°01′25″ с. ш. 8°57′42″ в. д. | 47°23′35″ с. ш. 8°30′17″ в. д.   |
| Вместимость: 35 997                     | Вместимость: 35 800            | Вместимость: 34 800              |
|                                         |                                |                                  |

## Первый раунд

### Регламент
- 16 участников были поделены на 8 «сеянных» (Австрия, Англия, Бразилия, Венгрия, Италия, Турция, Уругвай, Франция) и 8 «несеянных» участников. Появление среди сеяных сборной Турции, никогда до этого не игравшей в финальных стадиях чемпионатов мира, объясняется тем, что сеяные команды определялись ещё до окончания отборочного турнира, и среди них должна была быть сборная Испании, которая впоследствии проиграла отбор (после дополнительного матча и по жребию) сборной Турции.
- В каждую группу попали по 2 «сеянных» и 2 «несеянных» команды. Проводились матчи только «сеянных» против «несеянных».
- В случае равного счёта после 90 минут назначалось дополнительное время — 30 минут; при равном счёте после дополнительного времени фиксировалась ничья.
- В случае равенства очков у команд, занявших 2 и 3 место, назначалась переигровка между этими командами.
- Необычно была составлена сетка плей-офф: в одну её половину попадали и одного из финалистов определяли команды, занявшие первые места в группе, а в другую — вторые (в отличие от традиционного принципа, когда в первом раунде плей-офф первые места играют против вторых). В результате занявшей первое место в группе сборной Венгрии на пути к финалу пришлось играть с действующими вице-чемпионом и чемпионом мира — сборными Бразилии и Уругвая, а занявшая второе место сборная ФРГ получила более слабых соперников — сборные Югославии и Австрии.

### Группа 1
После церемонии открытия турнира в Лозанне в стартовом матче сборная Югославии переиграла сборную Франции. Единственный гол в изобилующей жёсткими стыками встрече забил Милош Милутинович. Бразильцы в своём дебютном поединке на турнире разгромили сборную Мексики.
Через три дня в очном поединке сборные Бразилии и Югославии сыграли вничью. Обе команды взяли по два очка и лишили французов шанса на проход дальше. Несмотря на устраивающий обе команды счёт, соперникам пришлось играть дополнительное время, во время которого югославы настойчиво пытались объяснить бразильцам, что тратить силы нет никакого смысла. В итоге в овертайме команды ни одного гола не забили. Французы свой второй матч выиграли не без проблем. Победу европейцам принес гол Копа с пенальти за две минуты до финального свистка.
| Поз | Команда   | И | В | Н | П | МЗ | МП | РМ | О | Квалификация     |
| --- | --------- | - | - | - | - | -- | -- | -- | - | ---------------- |
| 1   | Бразилия  | 2 | 1 | 1 | 0 | 6  | 1  | +5 | 3 | Выход в плей-офф |
| 2   | Югославия | 2 | 1 | 1 | 0 | 2  | 1  | +1 | 3 | Выход в плей-офф |
| 3   | Франция   | 2 | 1 | 0 | 1 | 3  | 3  | 0  | 2 |                  |
| 4   | Мексика   | 2 | 0 | 0 | 2 | 2  | 8  | −6 | 0 |                  |

| Бразилия                                                | 5:0     | Мексика |
| ------------------------------------------------------- | ------- | ------- |
| - Балтазар 23′ - Диди 30′ - Пинга 34′ 43′ - Жулиньо 69′ | (отчёт) |         |

| Югославия       | 1:0     | Франция |
| --------------- | ------- | ------- |
| Милутинович 15′ | (отчёт) |         |

| Бразилия | 1:1 (доп. вр.) | Югославия |
| -------- | -------------- | --------- |
| Диди 69′ | (отчёт)        | Зебец 48′ |

| Франция                                              | 3:2     | Мексика                        |
| ---------------------------------------------------- | ------- | ------------------------------ |
| - Венсан 19′ - Карденас 46′ (авт.) - Копа 88′ (пен.) | (отчёт) | - Ламадрид 54′ - Балькасар 85′ |

### Группа 2
Как выяснилось по окончании турнира, в группе «В» встретились оба финалиста чемпионата мира. Ещё перед стартом соревнований швейцарские СМИ утверждали, что будущий триумфатор чемпионата находится в группе «В», и имелась в виду именно сборная Венгрии, которая за три недели до турнира разгромила сборную Англии со счетом 7:1. Венгры подтвердили свой статус в групповом турнире, разгромив Южную Корею со счетом 9:0 и сборную ФРГ со счетом 8:3. Во втором тайме матча Венгрия — ФРГ произошло событие, повлиявшее на ход чемпионата мира: Вернер Либрих травмировал лидера венгров Ференца Пушкаша.
После разгромного поражения от венгров сборной ФРГ предстояло сыграть дополнительный матч с Турцией за право попадания в плей-офф. На базу сборной ФРГ мешками стали привозить письма и телеграммы с откликами болельщиков о матче с Венгрией. Отдельные письма, в том числе с предложением повесить главного тренера Зеппа Хербергера на шнуре, наставник команды зачитал на общем собрании. В результате мотивированные немцы разгромили Турцию со счетом 7:2.
| Поз | Команда          | И | В | Н | П | МЗ | МП | РМ  | О | Квалификация     |
| --- | ---------------- | - | - | - | - | -- | -- | --- | - | ---------------- |
| 1   | Венгрия          | 2 | 2 | 0 | 0 | 17 | 3  | +14 | 4 | Выход в плей-офф |
| 2   | ФРГ              | 2 | 1 | 0 | 1 | 7  | 9  | −2  | 2 | Выход в плей-офф |
| 3   | Турция           | 2 | 1 | 0 | 1 | 8  | 4  | +4  | 2 |                  |
| 4   | Республика Корея | 2 | 0 | 0 | 2 | 0  | 16 | −16 | 0 |                  |

1. 1 2  Второе место определилось в матче плей-офф: ФРГ 7:2 Турция.

| ФРГ                                                   | 4:1     | Турция  |
| ----------------------------------------------------- | ------- | ------- |
| - Шефер 14′ - Клодт 52′ - О. Вальтер 60′ - Морлок 84′ | (отчёт) | Суат 2′ |

| Венгрия                                                                         | 9:0     | Республика Корея |
| ------------------------------------------------------------------------------- | ------- | ---------------- |
| - Пушкаш 12′ 89′ - Лантош 18′ - Кочиш 24′ 36′ 50′ - Цибор 59′ - Палоташ 75′ 83′ | (отчёт) |                  |

| Венгрия                                                           | 8:3     | ФРГ                                 |
| ----------------------------------------------------------------- | ------- | ----------------------------------- |
| - Кочиш 3′ 21′ 69′ 78′ - Пушкаш 17′ - Хидегкути 52′ 54′ - Тот 75′ | (отчёт) | - Пфафф 25′ - Ран 77′ - Херрман 84′ |

| Турция                                                        | 7:0     | Республика Корея |
| ------------------------------------------------------------- | ------- | ---------------- |
| - Суат 10′ 30′ - Лефтер 24′ - Бурхан 37′ 64′ 70′ - Кескин 76′ | (отчёт) |                  |

##### Плей-офф
| ФРГ                                                                   | 7:2     | Турция                     |
| --------------------------------------------------------------------- | ------- | -------------------------- |
| - О. Вальтер 7′ - Шефер 12′ 79′ - Морлок 30′ 60′ 77′ - Ф. Вальтер 62′ | (отчёт) | - Мустафа 21′ - Лефтер 82′ |

### Группа 3
В третьей группе серьёзной борьбы за путевки в плей-офф не было. Шотландцы привезли в Швейцарию всего 13 игроков. Действующие чемпионы мира — сборная Уругвая — выиграли обе встречи в группе, обойдя также добывшую две победы сборную Австрии по разнице мячей. Чехословаки и шотландцы завершили турнир без набранных очков и забитых голов.
| Поз | Команда      | И | В | Н | П | МЗ | МП | РМ | О | Квалификация     |
| --- | ------------ | - | - | - | - | -- | -- | -- | - | ---------------- |
| 1   | Уругвай      | 2 | 2 | 0 | 0 | 9  | 0  | +9 | 4 | Выход в плей-офф |
| 2   | Австрия      | 2 | 2 | 0 | 0 | 6  | 0  | +6 | 4 | Выход в плей-офф |
| 3   | Чехословакия | 2 | 0 | 0 | 2 | 0  | 7  | −7 | 0 |                  |
| 4   | Шотландия    | 2 | 0 | 0 | 2 | 0  | 8  | −8 | 0 |                  |

| Уругвай                     | 2:0     | Чехословакия |
| --------------------------- | ------- | ------------ |
| - Мигес 71′ - Скьяффино 84′ | (отчёт) |              |

| Австрия    | 1:0     | Шотландия |
| ---------- | ------- | --------- |
| Пробст 33′ | (отчёт) |           |

| Уругвай                                               | 7:0     | Шотландия |
| ----------------------------------------------------- | ------- | --------- |
| - Борхес 17′ 47′ 57′ - Мигес 30′ 83′ - Аббади 54′ 85′ | (отчёт) |           |

| Австрия                               | 5:0     | Чехословакия |
| ------------------------------------- | ------- | ------------ |
| - Стояспал 3′ 65′ - Пробст 4′ 21′ 24′ | (отчёт) |              |

### Группа 4
В четвертой группе состоялся один из самых громких судейских скандалов на турнире. Арбитр встречи Швейцария — Италия Марио Виана (Бразилия) при счете 1:1 за 15 минут до окончания поединка не засчитал законный мяч итальянцев, усмотрев у Бенито Лоренци офсайд. И уже через три минуты хозяева турнира забили итальянцам победный гол. Виану от дальнейшей работы на турнире отстранили и на этом инцидент был исчерпан.
Группу выиграла сборная Англии, а сборным Италии и Швейцарии пришлось встретиться в дополнительном матче из-за равного количества очков. Хозяева турнира добыли уверенную победу со счетом 4:1, после чего обвинения в помощи судей поутихли.
| Поз | Команда   | И | В | Н | П | МЗ | МП | РМ | О | Квалификация     |
| --- | --------- | - | - | - | - | -- | -- | -- | - | ---------------- |
| 1   | Англия    | 2 | 1 | 1 | 0 | 6  | 4  | +2 | 3 | Выход в плей-офф |
| 2   | Швейцария | 2 | 1 | 0 | 1 | 2  | 3  | −1 | 2 | Выход в плей-офф |
| 3   | Италия    | 2 | 1 | 0 | 1 | 5  | 3  | +2 | 2 |                  |
| 4   | Бельгия   | 2 | 0 | 1 | 1 | 5  | 8  | −3 | 1 |                  |

1. 1 2  Второе место определилось в матче плей-офф: Швейцария 4:1 Италия.

| Швейцария                 | 2:1     | Италия        |
| ------------------------- | ------- | ------------- |
| - Балламан 18′ - Хюги 78′ | (отчёт) | Бониперти 44′ |

| Англия                              | 4:4 (доп. вр.) | Бельгия                                            |
| ----------------------------------- | -------------- | -------------------------------------------------- |
| - Бродис 26′ 63′ - Лофтхаус 36′ 91′ | (отчёт)        | - Ануль 5′ 71′ - Коппенс 67′ - Дикинсон 94′ (авт.) |

| Италия                                                            | 4:1     | Бельгия   |
| ----------------------------------------------------------------- | ------- | --------- |
| - Пандольфини 41′ (пен.) - Галли 48′ - Фриньяни 58′ - Лоренци 78′ | (отчёт) | Ануль 81′ |

| Англия                   | 2:0     | Швейцария |
| ------------------------ | ------- | --------- |
| - Маллен 43′ - Уилшо 69′ | (отчёт) |           |

##### Плей-офф
| Швейцария                                   | 4:1     | Италия    |
| ------------------------------------------- | ------- | --------- |
| - Хюги 14′, 85′ - Балламан 48′ - Фаттон 90′ | (отчёт) | Нести 67′ |

## Плей-офф

### Сетка
|  | 1/4 финала        | 1/4 финала        |                    |   | Полуфиналы        | Полуфиналы        |  |  | Финал | Финал |
|  |                   |                   |                    |   |                   |                   |  |  |       |       |
|  | 27 июня — Женева  |                   |                    |   |                   |                   |  |  |       |       |
|  |                   |                   |                    |   |                   |                   |  |  |       |       |
|  | ФРГ               | 2                 |                    |   |                   |                   |  |  |       |       |
|  | ФРГ               | 2                 | 30 июня — Базель   |   |                   |                   |  |  |       |       |
|  | Югославия         | 0                 |                    |   |                   |                   |  |  |       |       |
|  | Югославия         | 0                 | ФРГ                | 6 |                   |                   |  |  |       |       |
|  | 26 июня — Лозанна |                   | ФРГ                | 6 |                   |                   |  |  |       |       |
|  |                   | Австрия           | 1                  |   |                   |                   |  |  |       |       |
|  | Австрия           | Австрия           | 1                  | 7 |                   |                   |  |  |       |       |
|  | Австрия           |                   | 4 июля — Берн      | 7 |                   |                   |  |  |       |       |
|  | Швейцария         | 5                 |                    |   |                   |                   |  |  |       |       |
|  | Швейцария         | 5                 | ФРГ                | 3 |                   |                   |  |  |       |       |
|  | 27 июня — Берн    |                   | ФРГ                | 3 |                   |                   |  |  |       |       |
|  |                   | Венгрия           | 2                  |   |                   |                   |  |  |       |       |
|  | Венгрия           | Венгрия           | 2                  | 4 |                   |                   |  |  |       |       |
|  | Венгрия           | 30 июня — Лозанна |                    | 4 |                   |                   |  |  |       |       |
|  | Бразилия          | 2                 |                    |   |                   |                   |  |  |       |       |
|  | Бразилия          | 2                 | Венгрия (доп. вр.) | 4 |                   |                   |  |  |       |       |
|  | 26 июня — Базель  |                   | Венгрия (доп. вр.) | 4 |                   |                   |  |  |       |       |
|  |                   | Уругвай           | 2                  |   | Матч за 3-е место | Матч за 3-е место |  |  |       |       |
|  | Уругвай           | Уругвай           | 2                  | 4 | Матч за 3-е место | Матч за 3-е место |  |  |       |       |
|  | Уругвай           |                   | 3 июля — Цюрих     | 4 |                   |                   |  |  |       |       |
|  | Англия            | 2                 |                    |   |                   |                   |  |  |       |       |
|  | Англия            | 2                 | Австрия            | 3 |                   |                   |  |  |       |       |
|  |                   |                   |                    |   |                   |                   |  |  |       |       |
|  | Уругвай           | 1                 |                    |   |                   |                   |  |  |       |       |
|  | Уругвай           | 1                 |                    |   |                   |                   |  |  |       |       |

### 1/4 финала
| Австрия                                                            | 7:5     | Швейцария                             |
| ------------------------------------------------------------------ | ------- | ------------------------------------- |
| - Вагнер 25′ 27′ 53′ - А. Кёрнер 26′ 34′ - Оцвирк 32′ - Пробст 76′ | (отчёт) | - Балламан 16′ 39′ - Хюги 17′ 19′ 60′ |

| Уругвай                                                | 4:2     | Англия                     |
| ------------------------------------------------------ | ------- | -------------------------- |
| - Борхес 5′ - Варела 39′ - Скьяффино 46′ - Амбройс 78′ | (отчёт) | - Лофтхаус 16′ - Финни 67′ |

Уже после окончания чемпионата репортёр спросил у полузащитника сборной ФРГ Ханса Шефера, какой матч на турнире был самым трудным. И футболист без колебания ответил: «Конечно с Югославией. Этот матч мы должны были проиграть 0:5, а выиграли 2:0. Вот это было настоящее чудо!».
| ФРГ                          | 2:0     | Югославия |
| ---------------------------- | ------- | --------- |
| - Хорват 9′ (авт.) - Ран 85′ | (отчёт) |           |

После финального свистка по окончании матча Венгрия — Бразилия состоялась самая грандиозная драка в истории чемпионатов мира, известная как «бернское побоище».
| Венгрия                                           | 4:2     | Бразилия                          |
| ------------------------------------------------- | ------- | --------------------------------- |
| - Хидегкути 4′ - Кочиш 7′ 88′ - Лантош 60′ (пен.) | (отчёт) | - Сантос 18′ (пен.) - Жулиньо 65′ |

### Полуфиналы
| ФРГ                                                                              | 6:1     | Австрия    |
| -------------------------------------------------------------------------------- | ------- | ---------- |
| - Шефер 31′ - Морлок 47′ - Ф. Вальтер 54′ (пен.) 64′ (пен.) - О. Вальтер 61′ 89′ | (отчёт) | Пробст 51′ |

| Венгрия                                       | 4:2 (доп. вр.) | Уругвай         |
| --------------------------------------------- | -------------- | --------------- |
| - Цибор 12′ - Хидегкути 47′ - Кочиш 109′ 116′ | (отчёт)        | Хохберг 75′ 86′ |

### Матч за 3-е место
| Австрия                                              | 3:1     | Уругвай     |
| ---------------------------------------------------- | ------- | ----------- |
| - Стояспал 16′ (пен.) - Крус 59′ (авт.) - Оцвирк 89′ | (отчёт) | Хохберг 22′ |

### Финал
| ФРГ                        | 3:2     | Венгрия                |
| -------------------------- | ------- | ---------------------- |
| - Морлок 10′ - Ран 18′ 84′ | (отчёт) | - Пушкаш 6′ - Цибор 8′ |

## «Бернское побоище»
27 июня 1954 года на стадионе «Ванкдорф» в Берне после окончания четвертьфинального матча Венгрия — Бразилия состоялась самая грандиозная драка в истории футбольных чемпионатов мира, вошедшая в анналы как «бернское побоище».
Спровоцировал соперников и товарищей бразилец Мауро Мауриньо, который подошёл к нападающему венгров Шандору Кочишу и ударил того в лицо. Начавшаяся после этого драка между футболистами продолжилась в подтрибунном помещении. Поскольку в коридоре Дьюла Лорант разбил лампу, драка происходила в полутьме. Участвовали все, особенно пропустивший игру из-за травмы Пушкаш, который заехал сифоном в голову Жуану Пиньейре и загнал бразильца в раздевалку. Получил удар сифоном по голове и главный тренер сборной Венгрии Густав Шебеш. Ему на раны пришлось наложить четыре шва.
Снимок наставника сборной Бразилии Зезе Морейры, атакующего венгров с бутсой в руках, обошёл все газеты и принёс автору фотографии немалые деньги. Беспорядки были зафиксированы и на стадионе. На обложке журнала «Пари-матч», вышедшего после поединка, была размещена фотография, на которой молодой человек у кромки поля бьёт ногой полицейского.

## Бомбардиры
| 11 голов - Шандор Кочиш 6 голов - Макс Морлок - Эрих Пробст - Йозеф Хюги 4 гола - Хельмут Ран - Ханс Шефер - Оттмар Вальтер - Нандор Хидегкути - Ференц Пушкаш - Робер Балламан - Карлос Борхес 3 гола - Эрнст Стояспал - Теодор Вагнер - Леопольд Ануль - Нэт Лофтхаус - Фриц Вальтер - Золтан Цибор - Бурхан Саргын - Суат Мамат - Хуан Хохберг - Оскар Мигес 2 гола - Роберт Кёрнер - Эрнст Оцвирк - Айвор Бродис - Диди - Жулиньо - Пинга - Михай Лантош - Петер Палоташ - Лефтер Кючюкандонядис - Хулио Сесар Аббади - Хуан Альберто Скьяффино | 1 гол - Джимми Маллен - Деннис Уилшо - Том Финни - Анри Коппенс - Освалдо да Силва - Джалма Сантос - Йожеф Тот - Джампьеро Бониперти - Карло Галли - Бенито Лоренци - Фульвио Нести - Эджисто Пандольфини - Амлето Фриньяни - Томас Балькасар - Хосе Луис Ламадрид - Эрол Кескин - Мустафа Эртан - Хавьер Амбройс - Обдулио Варела - Жан Венсан - Раймон Копа - Бернхард Клодт - Альфред Пфафф - Рихард Херрман - Жак Фаттон - Милош Милутинович - Бранко Зебец Автоголы - Джимми Дикинсон (в матче с Бельгией) - Рауль Карденас (в матче с Францией) - Луис Крус (в матче с Австрией) - Ивица Хорват (в матче с ФРГ) |

## Фильмография
- «Чудо Берна» (Das Wunder von Bern) — художественный фильм Зёнке Вортмана, 2003
- «Duell der Brüder — Die Geschichte von Adidas und Puma» — художественный фильм (2016)